# Čarovniki s trga Waverly (film)
Čarovniki s trga Waverly (v izvirniku Wizards of Waverly Place) je ameriški komični film, filmska upodobitev Disney Channelove televizijske serije Čarovniki s trga Waverly. Snemali so ga v San Juanu, Puerto Rico med februarjem in marcem 2009, premierno pa se je predvajal 28. avgusta 2009 na kanalu Disney Channel v Združenih državah Amerike. Premiero si je ogledalo 13,4 milijonov gledalcev, s čimer si je prislužilo naslov drugega najbolje ogledanega filma na Disney Channelu, prehitel ga je le film Srednješolski muzikal 2. Bil je tudi najbolje gledani televizijski film leta 2009. Film je v glavnem prejel pozitivne ocene s strani filmskih kritikov. Spletna stran Rotten Tomatoes s filmskimi kritiki je filmu dodelila 62% pozitivnih ocen, s povprečno oceno 7,2/10.
Film je bil leta 2010 nagrajen z Emmyjem za »najboljši otroški program«. Film je režiral Lev L. Spiro, na Disney Channelu v Združenem kraljestvu in na Irskem pa se je prvič predvajal 23. oktobra 2009 na prireditvi Wiz-Tober 2009. Posneli bodo tudi nadaljevanje filma, ki je trenutno v produkciji, kdo ga bo režiral in napisal ter kdaj bo film sam izšel pa še ni znano. Film bo nosil naslov Čarovniki s trga Waverly: Film (Wizards of Waverly Place: The Movie 2) in bo prilagojen prvemu filmu. To bo bil drugi film v franšizi.
V filmu se pojavijo vsi glavni liki z izjemo Harper, ki je zaigrala le manjšo vlogo. DVD s filmom je izšel 15. decembra 2009 kot dodatna verzija. Film ni izšel na Blu-rayju kot ostali Disney Channelovi filmi, kot na primer Srednješolski muzikal 2, Camp Rock, The Cheetah Girls: One World in Camp Rock 2: The Final Jam. Film se vrti okoli Alex in njene družine, ki odidejo na počitnice na Karibe. Režiserji filma pravijo, da film Čarovniki s trga Waverly: Film ni niti malo podoben seriji, saj je, na primer, serija v glavnem snemana na odru, film pa na prostem v živo. Na nekaterih lokacijah snemanja je bilo večkrat vetrovno, kot se pokaže na dodatnih prizorih iz filma Čarovniki s trga Waverly: Film v DCOM-u.
Izbrisane scene iz filma so bile prikazane na DVD-ju Čarovniki s trga Waverly: Film - Dodatni prizori. Disney Channel je izdal tudi film z izbrisanimi scenami, naslovljen kot Backstage Wizardry. Film je šele šesti izdani Disney Channelov film, ki je temeljil na televizijski seriji, pred tem pa so izdali tudi filme Jett Jackson: The Movie, Pri Stevenstovih: Film, Kim Possible: Čas za akcijo, Kim Possible Movie: So the Drama in Penny na počitnicah. Prihajajoči Disney Channelovi filmi, ki temeljijo na seriji, so Phineas and Ferb: Across the Second Dimension in Fabulous in Srečno, Charlie: Film. Film se je na Disney Channelu prvič predvajal med sezono 2 in sezono 3 serije, natančneje med epizodami »Retest« in »Franken Girl«.

## Zgodba
Družina Russo med tem, ko je Alex (Selena Gomez) pri svoji najboljši prijateljici Harper Finkle (Jennifer Stone), načrtuje počitnice na Karibih. Alex pa se odloči, da pokuka v Justinove (David Henrie) zasebne stvari, vendar nahrbtnik napade Alex, saj je Justin Alexino radovednost predvidel. Ko njun oče, Jerry (David DeLuise) pride k njima, da bi jima pomagal, po nesreči spregovori o prepovedani knjigi urokov, ter Justinu dovoli, da si jo sposodi, Alex pa mu jo ukrade, ko nihče ne gleda. Alex želi oditi na zabavo s Harper, vendar ji njena mama, Theresa (Maria Canals Barrera), to prepove, saj je posebej nezanesljiva, kadar se druži s Harper. Ko njeni starši odidejo ven, njenih bratov pa ni na spregled, Alex izreče urok s pomočjo knjige prepovedanih urokov, da lahko odide na zabavo s Harper. Na žalost urok ne uspe in Alex zalotijo starši. Zaradi tega je Alex prisiljena, da odide na počitnice na Karibe s starši, palice pa morajo Justin, Alex in njun brat Max (Jake T. Austin) pustiti doma. Na poti spoznajo čarovnika (Steve Valentine) (ki je svoje magične sposobnosti izgubil v boju z bratom) po imenu Archie, ki želi svoje dekle Giselle iz papige spremeniti nazaj v človeka, pri čemur pa mora najti »kamen sanj«, ki lahko obrne vsak urok ali izpolne vsako željo.
Kasneje, po tem ko Alex na svoji mami uporabi urok, da ji dovoli, da se druži s prijatelji, jo starši kaznujejo in ji prepovejo čaranje. Po pogovoru s Thereso si Alex zaželi, da se njeni starši ne bi nikoli srečali; na žalost v rokah drži knjigo z uroki in čarovniško palico, zato se želja uresniči. Rezultat želje je, da se Jerry in Theresa ne poznata in se niti ne spominjata svojih otrok, Justina, Alex in Maxa.
Alex, Max in Justin poskušajo Jerryju izmakniti knjigo urokov, ki jo nosi v žepu, vendar jih zaloti. Jerry ima še vedno svoje čarobne moči, saj se jim ni odrekel, da bi se poročil s Thereso. Jerry je bolj brezskrben in nekoliko manj odgovoren pri uporabi magije. Justin ga »hipotehnično« vpraša, kaj bi se zgodilo, če si čarovnik zaželi, da se njegovi starši ne bi srečali. Jerry razloži, da bi čarovnik postopoma pozabil svojo preteklost, nato pa popolnoma izginil. Pravi, da bi se moral zgoditi čudež, da bi čarovnik katastrofo lahko popravil, nato pa Justin omeni »kamen sanj« (La Piedra de los Sueños), za katerega Jerry meni, da bi lahko deloval.
Po Jerryjevem svetovanju se Alex in Justin odpravita iskati »kamen sanj«, pri čemer ju vodi Archie. Med tem Max ostane v hotelu, da starše odvrača od tega, da bi spoznavali nove ljudi. Tekom dneva Max izgubi spomin.
Ko Alex in Justin spoznata, da obstaja možnost, da ne najdeta kamna in izgineta, se drug drugemu opravičita za težave, ki sta si jih povzročila. Med potjo se Justin in Alex soočita z mnogimi ovirami, kot je na primer pot čez širok kanjon, živi pesek in hoja po ozki polici. Ko spozna, da je nekaj narobe, Max prosi Jerryja, da mu pomaga poiskati Alex in Justina, s čimer se Jerry po nekaj prepričevanjih tudi strinja. Pridruži se jima tudi Theresa, ki meni, da iščeta zaklad, kasneje pa se izkaže za zelo koristno, saj je edina izmed trojice, ki zna govoriti špansko.
Sčasoma Alex in Justin najdeta »kamen sanj«, vendar jima ga ukrade Giselle. Otroci svojo zgodbo povedo Theresi in Jerryju, vendar jim Theresa ne verjame, saj meni, da nikoli ne bi mogla pozabiti lastnih otrok. Med tem, ko poskušajo ugotoviti, kako bi spremenili urok brez »kamna sanj«, Jerry omeni, da bi jim morda lahko uspelo obrniti urok, če bi bil eden izmed otrok popoln čarovnik. Med pripravljanjem na čarovniško tekmovanje, Max dokončno izgubi spomin. Theresa se ga nekoliko spomni in spozna, da so otroci govorili resnico. Ko ugotovita, da morajo reagirati hitro, se Alex in Justin pripeljeta na starodavno bojišče, kjer bo potekalo tekmovanje. Jerry pojasni, da jima je v boju dovoljeno uporabiti le štiri osnovne elemente in sicer zrak, ogenj, zemljo in vodo. Zmagovalec boja bo postal popoln popoln čarovnik. V boju zmaga Alex.
Ker želi urok obrniti, se za pomoč zateče k Justinu, ki pa je že izgubil svoj spomin (čemur sicer nasprotuje dejstvo, da je starejši od Alex). V redkem trenutku ljubezni in sočutja, Alex moleduje Justina, naj je ne zapusti in ga opomni, da je njen starejši brat. Justin ji verjame in ji želi pomagati, vendar ji ne more, in pristane na istem mestu kot Max. Obupana, Alex poskuša obrniti urok, Jerry pa ji pove, da je lahko že prepozno.
Med tem Theresa prispe nazaj v hotel, kjer opazi, da se je Giselle že spremenila nazaj v človeka, »kamen sanj« pa nosi okrog vratu kot ogrlico. Archie uredi, da Theresa dobi kamen, Giselle pa se spremeni nazaj v papigo. Theresa si nato zaželi, da bi bila tam, kjer so Jerry, Justin in Alex. Ko prispe k njim, kamen da Alex. Jerry Alex pove, da si lahko zaželi, da bi dobila brata nazaj in še vedno obdržala svoje čarobne zmožnosti. Namesto tega si Alex zaželi, da bi bilo vse enako, kot prej; čas se zavrti nazaj in Alex se spet prepira s Thereso. Prepir pa Alex takoj ustavi, se opraviči in sprejme svojo kazen. Jerry in Theresa se ne spomnita ničesar, kar se je zgodilo, Alex, Max in Justin pa se. Otroci in starša se zbližajo in skupaj preživijo počitnice.

## Igralska zasedba in liki
- Selena Gomez kot Alex Russo, srednji otrok in poznana tudi kot upornica družine Russo. Pogosto zaide v težave zaradi uporabe magije in je prva osumljenka, če se okoli družine zgodi kar koli nenavadnega, povezanega z magijo. V srednji šoli ji ne gre najbolje, tako kot pri učnih urah čaranja in zato, ker se premalo trudi in ne zato, ker ni bistra. Njena ulična pamet, triki, zmožnost hitrega laganja in podobno, so vedno razlog, zaradi katerega jo njena družina osumi laganja. Kljub temu, da se pri učnih urah čaranja nikoli ni preveč trudila, zmaga na čarovniškem tekmovanju proti Justinu v filmu Čarovniki s trga Waverly.
- David Henrie kot Justin Russo, najstarejši in najpametnejši otrok v družini Russo. Vedno se osredotoči na svoje šolsko delo, kot tudi na učne ure čaranja in je boljši čarovnik kot njegova brat in sestra. Justin je zelo samozavesten glede tega, da bo zmagal na čarovniškem tekmovanju, vendar za razliko od svoje sestre Alex, nima toliko pameti in zavajajočih sposobnosti (nekoč je svoje dekle in njeno družino prijavil uradu za lov na pošasti). V tretji sezoni konča z učnimi urami čaranja in postane lovec na pošasti, kar je del njegovega neodvisnega študija. Verjame, da mu je usojeno, da bo postal čarovnik v družini zaradi svojih čarovniških sposobnosti in magičnih študij. Kakorkoli že, Justin izgubi svoje sposobnosti čaranja v filmu Čarovniki s trga Waverly, ko ga na čarovniškem tekmovanju premaga Alex.
- Jake T. Austin kot Max Russo, najmlajši otrok v družini. Med tem ko je Justin pameten zato, ker se veliko uči in posveti vsemu, kar dela, Alex pa je ulično pametna, se Max ne odlikuje v nobeni izmed teh kategorij. Pogosto v prostem času počne zelo čudne reči (čarovniške in nečarovniške), kot na primer sprehaja pse s svojim nečarovniškim prijateljem, da bi zaslužil za »skodelice na verigi.« Kot Alex pogosto uporabi magijo tako, da ne doseže tistega, kar je želel, vendar ne tako resno in težavno, kot njegova sestra. V šoli mu ne gre preveč dobro, tako kot pri učnih urah čaranja. Ni preveč pameten, kljub temu pa je v epizodi »Wizard for Day«, ko Alex Jerryju podari Merlinov klobuk za rojstnodnevno presenečenje, da bi bil lahko za en dan spet čarovnik, omenjeno, da ima matematiko zaključeno -3, na kar se Alex odzove z: »Počakaj, -3? Kako si lahko boljši od mene?« Ima čarobnega mentorja imenovanega Mentor. V filmu Čarovniki s trga Waverly: Film se z Alex in Justinom ne pomeri v tekmovanju, saj je zaradi Alexine želje izginil.
- Maria Canals Barrera kot Theresa Russo je mama Alex, Justina in Maxa, ki nima čarobnih moči. Čaranja ne mara preveč, vendar ima zelo rada svojo družino. Ima mehiške korenine.
- David DeLuise kot Jaredd Vincent »Jerry« Russo je oče in učitelj Alex, Justina in Maxa. Bil je zmagovalec tekmovanja, vendar je svoje čarobne moči daroval za to, da bi se lahko poročil s Thereso, ki je navaden človek. V veliko epizodah se vidi, da si želi, da bi bil še vedno čarovnik.
- Jennifer Stone kot Harper Finkle je Alexina najboljša prijateljica. Za čaranje je izvedela v epizodi Harper Knows. Alexino uporabljanje magije jo zelo straši. Ko je pod pritiskom ali ko Alex naredi kaj slabega in ona za to (iz)ve, vedno uporabi izgovor, kot je Se vidimo pri športu!. Je zelo zaljubljena v Justina, vendar ga preboli, ko Justin začne hoditi z Juliet. V epizodi Wizards and Vampires vs. Zombies se zaljubi v Zekea, Justinovega najboljšega prijatelja. Nosi zelo čudne obleke, ki jih oblikuje in izdela sama, obleke, ki jih nosi, pa so po navadi povezane s hrano. V tretji sezoni se preseli k družini Russo. V prvi sezoni nosi priimek »Evans« in v novelizacijah. V filmu se pojavi le v manjšem cameo prizoru.
- Steve Valentine kot Archie je vešč, vendar nesrečen in zajedliv iluzionist ter ustvarjalec, ki služi kot komična folija in drugi antagonist filma. Imel je magične sposobnosti dokler ga ni v čarovniškem tekmovanju premagal njegov brat. On in Giselle konstantno zahajata v težave z lokalno avtoriteto in skušata prepričati Russove, da iščeta »kamen sanj«, vendar s tem ne preslepita Theresse in Jerryja. Kakorkoli že, po časovnem paradoksu, ki ga povzroči Alex, da ne bi uničila celotne družine, morata Alex in Justin poiskati ta predmet. Med tem filmom Archie služi kot Gisellein asistent, saj je zaljubljen vanjo in ima željo po tem, da bi našel »kamen sanj.« Kot se pokaže v filmu, se Archie počuti slabo, kakorkoli že, nazadnje »kamen sanj« vzame Giselle in ga preda Theressi - takrat izrazi željo, da bi se razšel z Giselle.
- Jennifer Alden kot Giselle je ženska čarovnica in glavna antagonistka filma. Zaradi neznanega razloga se je spremenila v papigo in zaradi tega je prisiljena iskati »kamen sanj«, pri čemur pa manipulira z Archiejem in Russovimi. Ko Russovi najdejo »kamen sanj«, jim ga Giselle ukrade, da bi se spremenila nazaj v človeka. Čez film se Archie ne zaveda njene okrutnosti ter podleže vsem psihičnim in čustvenim zlorabam, dokler se ne zave, da ga je samo izrabljala. Na njeno nesrečo ji Archie ukrade »kamen sanj«, zaradi česar se spremeni nazaj v papigo. Do konca filma ostaja skrivnost, zakaj se je najprej spremenila v papigo, vendar gledalci lahko domnevajo, da je bila to kazen za zlorabljanje njenih magičnih moči.
- Xavier Torres kot Javier je eden izmed direktorjev aktivnosti, v katerega se je zaljubila Alex.
- Johnathan Dwayne kot direktor aktivnosti
- Jazmín Caratini kot Bartender
- Marise Alvarez kot Greeter
- Bettina Mercado kot ženska v vasi #1
- Veraalba Santa kot ženska v vasi #2
- Gabriela Alejandra Rosario kot dekle v vasi
- Ruby kot Giselle papiga (nedokončano)

## Produkcija

### Igralska zasedba
V filmu je igrala celotna igralska zasedba iz Disney Channelove televizijske serije Čarovniki s trga Waverly. Vlogo Alex Russo je dobila Selena Gomez kot prvi glavni lik iz filma. Vlogo Justina Russa je dobil David Henrie kot drugi glavni lik iz filma. Maxa Russa, tretji lik iz filma, je upodobil Jake T. Austin. Čez film je Max začel pozabljati različne reči. Harper Finkle je zaigrala Jennifer Stone, kljub temu pa je bila njena vloga le manjša, z drugimi besedami, cameo vloga. Harper se pojavi na začetku filma. Nazadnje se pojavi v Alexini sobi, v sceni, kjer je Alex nesrečna zaradi počitnic na Karibih. Vlogo Therese Russo, matere Alex, Maxa in Justina so dodelili Marii Canals-Barreri. Lik Jerryja Russa, očeta Alex, Maxa in Justina je upodobil David DeLuise. Ostali igralci in igralke, ki so se pojavili v filmu, so Steve Valentine, ki je zaigral Archieja, Jennifer Alden v vlogi Giselle in Xavier Enrique Torres, ki je upodobil Javierja.

### Snemanje
Film Čarovniki s trga Waverly: Film so primarno snemali v San Juanu, Puerto Rico med februarjem in marcem 2009. V verziji filma, imenovani Čarovniki s trga Waverly: Film - Različica Kaj je kaj je prikazala, kje so snemali film in več. Na poti v Puerto Rico se je prikazal obraz Selene Gomez, ki je bil videti zelo razočaran, ker ni zaigrala v eni izmed pomembnejših scen filma. Med snemanjem je režiser Lev L. Spiro našel pajka v jami, kjer je bil skrit »kamen sanj«, povedali pa so tudi, da so bili netopirji v jami resnični in da sta morala biti Selena Gomez in David Henrie zelo previdna, da jih ne bi prebudila. Scena na železniški postaji, kjer se pokaže vlak iz perona, je bila snemana v Torontu, kljub temu, da se serija dogaja v New Yorku.

### Promocija
Selena Gomez je posnela pesem »Magic« za promocijo filma, ki je bila vključena tudi v soundtracke za film in za televizijsko serijo. Epizoda »Wizards vs. Vampires« se je na Disney Channelu predvajala 8. avgusta 2009, na kanalu Family Channel pa 24. avgusta 2009. Verzija »Kaj je kaj« je na Disney Channelu izšla 24. oktobra 2009.

### Dodatki DCOM
Dodatki DCOM so izšli na Disney Channelu že pred filmom. Pokazali so prizore za kamero, ki niso vključeni v film in intervjuje z ustvarjalci filma in igralsko zasedbo. Štiri verzije DCOM-a so se prvič predvajale na Disney Channelu. DCOM-jevi dodatki so bili poznani tudi pod imenom Disney Channelovi originalni filmski dodatki.

## Izid
Film se je prvič predvajal na Disney Channelu kot Disney Channelov originalni film 28. avgusta leta 2009 z 11,4 milijoni gledalci tiste noči, s čimer je postal eden izmed najuspešnejših Disney Channelovih filmov. Film se je v Veliki Britaniji in na Irskem premierno predvajal 23. oktobra leta 2009 kot del prireditve Wiz-Tober. V Španiji se je film prvič predvajal 11. oktobra 2009 kot del prireditve Magoctubre 2009 v Španiji.

### Kritični sprejem
Film je v glavnem prejel pozitivne ocene s strani filmskih kritikov. Spletna stran filmskih kritikov, Rotten Tomatoes, je filmu dodelila 62% pozitivnih ocen s 2693 ocenami in povprečno oceno 7,2/10.

### Ocene
Film je prejel 13,6 milijonov gledalcev na noč njegove premiere, s čimer je postal najbolje gledani televizijski film leta 2009 in Disney Channelov drugi najbolje gledani film na premierno noč, takoj za filmom Srednješolski muzikal 2. Na drugo noč od izida filma si je film ogledalo 5,8 milijonov gledalcev. V naslednjem tednu, na tretjo noč, si je film ogledalo 4,3 milijonov gledalcev, na četrto noč pa 4,7 milijonov gledalcev. Ko se je film prvič predvajal v Veliki Britaniji kot del prireditve Wiz-Tober, si ga je ogledalo 1,04 milijonov gledalcev, s čimer je postal sedmi največkrat gledani film tistega tedna in drugi najbolje gledani film na kanalu Disney Channel UK.

### RazličicaKaj je kaj
Različica Kaj je kaj je izšla 24. oktobra 2009 na Disney Channelu, kot del maratona Čarovniki s trga Waverly. Različica Kaj je kaj vsebuje informacije za sceno.

## Glasba
V intervjuju za Disney Channelovo reklamo, Disney 365, je Selena Gomez govorila o interperacijah pesmi iz soundtracka, kjer je dejala: »'Disappear' je bolj romantična pesem. V glavnem govori o dekletu, ki ji je všeč nek fant in ne želi, da izgine, pesem 'Magical' pa govori o uroku, izvedenem nad fantom, in ta pesem, 'Magic', enostavno spada v film Čarovniki s trga Waverly: Film.« Kljub temu, da je za epizodo serije posnela pesem »Make it Happen,« se ta ne pojavi na albumu, razlog pa ni znan. Album vključuje pesmi, ki jih je navdihnila serija in film Čarovniki s trga Waverly.
»Magic« od Selene Gomez je digitalno izšla preko trgovine iTunes Store. Pesem je izšla 21. julija 2009 na radiju Radio Disney iTunes Pass. Pesem »Magic« se je prvič predvajala na radiju Radio Disney, videospot zanjo pa na kanalu Disney Channel 24. julija tistega leta. Videospot pesmi prikazuje Seleno Gomez med petjem na mikrofon s svetlim in razposajenim ozadjem, vključena pa je bila tudi v odlomke iz filma Čarovniki s trga Waverly. Pesem »Magic« se je najprej uvrstila na enainšestdeseto mesto glasbene lestvice Billboard Hot 100, saj si jo je naložilo 42.000 poslušalcev.

### Seznam pesmi
| Standardna verzija | Standardna verzija                                                                 | Standardna verzija                          | Standardna verzija   | Standardna verzija |
| Št.                | Naslov                                                                             | Pisec                                       | Izvajalec(i)         | Dolžina            |
| ------------------ | ---------------------------------------------------------------------------------- | ------------------------------------------- | -------------------- | ------------------ |
| 1.                 | „Disappear‟                                                                        |                                             | Selena Gomez         | 3:39               |
| 2.                 | „Magical‟                                                                          |                                             | Selena Gomez         | 2:54               |
| 3.                 | „Magic‟ (Originalno od glasbene skupine Pilot)                                     | David Paton, William Lyall                  | Selena Gomez         | 2:49               |
| 4.                 | „Strange Magic‟ (Originalno od glasbene skupine Electric Light Orchestra)          |                                             | Steve Rushton        | 3:20               |
| 5.                 | „Magic‟ (Originalno od glasbene skupine The Cars)                                  | Ric Ocasek                                  | Honor Society        | 3:51               |
| 6.                 | „Every Little Thing She Does Is Magic‟ (Originalno od glasbene skupine The Police) | Sting                                       | Mitchel Musso        | 3:44               |
| 7.                 | „Magic Carpet Ride‟ (Originalno od glasbene skupineSteppenwolf)                    |                                             | KSM                  | 2:57               |
| 8.                 | „Magic‟ (Originalno od Olivie Newton-John)                                         | John Farrar                                 | Meaghan Jette Martin | 4:08               |
| 9.                 | „You Can Do Magic‟ (Originalno od glasbene skupine America)                        | Russ Ballard                                | Drew Seeley          | 3:33               |
| 10.                | „Some Call It Magic‟                                                               | Matthew Gerrard, Robbie Nevil, Raven-Symone | Raven-Symoné         | 3:13               |
| 11.                | „Do You Believe in Magic‟ (Originalno od glasbene skupine The Lovin' Spoonful)     | John Sebastian                              | 78violet             | 2:13               |
| 12.                | „Everything Is Not As It Seems‟ (Pesem s temo)                                     |                                             | Selena Gomez         | 0:51               |

## Izid na DVD-ju
DVD s filmom je izšel v Združenih državah Amerike in Kanadi kot Disney DVD 15. decembra 2009 v razširjeni izdaji. Film je bil izdan tudi v francoščini, španščini in angleščini s podnapisi v enakih jezikih. Film je na DVD-ju izšel tudi v Avstraliji 15. decembra 2009, v Nemčiji in Franciji pa 2. decembra 2009. V Združenem kraljestvu pa je na DVD-ju izšel 22. februarja 2010. Film ni izšel na Blu-rayju.

## Nagrade in nominacije
| Leto              | Nagrada                     | Kategorija | Osvojeno? |    |
| ----------------- | --------------------------- | --- | --------- | -- |
| 2010              |                             | |           |    |
| Emmy              | Izstopajoči otroški program | style="background: #99FF99; color: black; vertical-align: middle; text-align: left; " class="yes table-yes2"\|Da |           |    |
| Image Awards      | Izstopajoči otroški program | style="background: #99FF99; color: black; vertical-align: middle; text-align: left; " class="yes table-yes2"\|Da | Ne        |    |
| Golden Reel Award | Najboljše urejanje zvokov   | style="background: #99FF99; color: black; vertical-align: middle; text-align: left; " class="yes table-yes2"\|Da | Ne        | Ne |

## Trženje
Prvi napovednik za film je izšel na Disney Channelu 17. junija 2009. Napovednik s celotno dolžino je izšel 26. junija 2009 med premiero enega izmed Disney Channelovih filmov Selene Gomez, Princess Protection Program.

### Izbrisane scene
Izbrisane scene iz filma so izšle na DVD-ju Čarovniki s trga Waverly: Film - Dodatna verzija. Kanal Disney Channel je prikazal izbirsane scene na prireditvi pod naslovom Backstage Wizardry. Scena se osredotoči na Alex, Justina in Maxa, ki poskušajo svoje starše uročiti tako, da bi se spoznala, vendar jim urok ne uspe najbolje; Theresine obleke se pojavijo na Jerryju in Jerryjeve na Theresi. Ostale scene so bile posnete v bazenu z morskim psom. V še eni izbrisani sceni Justin in Alex svoja starša spremenita v majhna otroka.

## Linija igrač in novel
Serija Čarovniki s trga Waverly in film Čarovniki s trga Waverly: Film je izdal tudi linijo igrač in novel, ki temeljijo na njiju.

### Otroška novela
Otroška novela iz filma je izšla v vseh ameriških trgovinah. Na voljo je bila v supermarketih, papirnicah, trgovinah s knjigami in preko spleta, na spletnih straneh »Amazon.com«, »Ebay.com« in več.

### Linija lutk
Izdali so lutko Alex Russo je bila prodajana v trgovinah blizu vseh občin v Ameriki. Vključevala je tudi manjšo čarovniško palico, ki se jo lahko odstrani in se z njo spremeni barvo oblačil lutke. Za otroke, ki se s tem igrajo, so izdali tudi palico v velikosti palice, ki so jo uporabljali v seriji.

## Nadaljevanje
3. junija 2010 so potrdili, da je drugi del filma Čarovniki s trga Waverly v produkciji. Trenutno je film poznan pod naslovom Čarovniki s trga Waverly: Film 2. Disney je začetek produkcije oznanil 2. junija 2010. Poznano je, da se je že začela pre-produkcija filma. Potrjeno je bilo tudi, da bo v njem igrala Selena Gomez. Zaenkrat je znano tudi to, da bo scenarij za film napisal Dan Berendsen.

## Izid
| Država / regija                                   | Kanal                                                  | Premiera                                                 | Naslov filma                                         |
| ------------------------------------------------- | ------------------------------------------------------ | -------------------------------------------------------- | ---------------------------------------------------- |
| Združene države Amerike (vključno s Puerto Ricom) | Disney Channel                                         | 28. avgust 2009                                          | Wizards of Waverly Place: The Movie                  |
| Kanada                                            | Family                                                 | 28. avgust 2009                                          | Wizards of Waverly Place: The Movie                  |
| Avstralija                                        | Disney Channel Australia                               | 19. september 2009                                       | Wizards of Waverly Place: The Movie                  |
| Argentina, Mehika, Čile, Venezuela                | Disney Channel Latin America                           | 11. oktober 2009 (kot del prireditve Abracadubre 2009)   | Los Hechiceros de Waverly Place: La Película         |
| Španija                                           | Disney Channel Spain                                   | 17. oktober 2009 (kot del prireditve Magoctubre 2009)    | Los Magos de Waverly Place: Vacaciones en el Caribe  |
| Portugalska                                       | Disney Channel Portugal                                | 17. oktober 2009                                         | Os Feiticeiros de Waverly Place: Férias nas Caraíbas |
| Portugalska                                       | SIC                                                    | 24. december 2009                                        | Os Feiticeiros de Waverly Place: Férias nas Caraíbas |
| Združeno kraljestvo                               | Disney Channel (UK and Ireland)                        | 23. oktober 2009 (kot del prireditve Wiz-tober 2009)     | Wizards of Waverly Place: The Movie                  |
| Irska                                             | Disney Channel (UK and Ireland)                        | 23. oktober 2009 (kot del prireditve Wiz-tober 2009)     | Wizards of Waverly Place: The Movie                  |
| Brazilija                                         | Disney Channel Brazil                                  | 25. oktober 2009 (kot del prireditve Abracadubro 2009)   | Os Feiticeiros de Waverly Place: O Filme             |
| Francija                                          | Disney Channel France                                  | 27. oktober 2009                                         | Les Sorciers de Waverly Place: Le Film               |
| Québec                                            | VRAK.TV                                                | 21. december 2009                                        | Les Sorciers de Waverly Place: Le Film               |
| Nemčija                                           | Disney Channel Germany                                 | 30. oktober 2009                                         | Die Zauberer vom Waverly Place – Der Film            |
| Nemčija                                           | Pro 7                                                  | 29. november 2009                                        | Die Zauberer vom Waverly Place – Der Film            |
| Švica                                             | SF ZWEI                                                | 29. november 2009                                        | Die Zauberer vom Waverly Place – Der Film            |
| Avstrija                                          | ORF 1                                                  | 29. november 2009                                        | Die Zauberer vom Waverly Place – Der Film            |
| Grčija                                            | ET1 (Greece)                                           | 5. december 2009                                         | Οι Μάγοι του Γουέιβερλυ – Η Ταινία                   |
| Italija                                           | Disney Channel Italy                                   | 20. oktober 2009 (kot del prireditve Magottobre 2009)    | I Maghi di Waverly – The Movie                       |
| Italija                                           | Italia 1                                               | 6. januar 2010                                           | I Maghi di Waverly – The Movie                       |
| Poljska                                           | Disney Channel Poland                                  | 31. oktober 2009 (kot del prireditve Magic October 2009) | Czarodzieje z Waverly Place – Film                   |
| Tajska                                            | Disney Channel Taiwan                                  | 25. december 2009                                        | 少年魔法師:電影版                                    |
| Danska                                            | Disney Channel Scandinavia                             | 30. oktober 2009                                         | Magi på Waverly Place: Filmen                        |
| Švedska                                           | Disney Channel Scandinavia                             | 30. oktober 2009                                         | Magi på Waverly Place - The Movie                    |
| Češka                                             | Disney Channel (Hungary, the Czech Republic, Slovakia) | 31. oktober 2009 (Wiz-tober 2009)                        | Kouzelníci z Waverly - Film                          |
| Slovaška                                          | Disney Channel (Hungary, the Czech Republic, Slovakia) | 31. oktober 2009 (Wiz-tober 2009)                        | Kouzelníci z Waverly - Film                          |
| Madžarska                                         | Disney Channel (Hungary, the Czech Republic, Slovakia) | 31. oktober 2009 (Wiz-tober 2009)                        | Varázslók a Waverly helyről - A Film                 |
| Romunija                                          | Disney Channel Romania                                 | 31. oktober 2009 (kot del prireditve Un Octombrie Magic  | Magicienii din Waverly Place: Filmul                 |
| Izrael                                            | Disney Channel Israel                                  | 26. november 2009                                        | המכשפים מווברלי פלייס: הסרט                          |
| Arabija                                           | Disney Channel Middle East                             | 31. oktober 2009 (kot del Wiz-toberja 2009)              | Wizards of Waverly Place: The Movie                  |